# Kornis Anna (filmvágó)
Kornis Anna (Budapest, 1954. október 12. –) Balázs Béla-díjas magyar filmvágó.

## Életpályája
1981–1984 között a Színház- és Filmművészeti Főiskola hallgatója volt, filmvágó szakon. Többször dolgozott Tarr Bélával, Bódy Gáborral, Kármán Irénnel, Fekete Ibolyával, Elek Judittal, Szomjas Györggyel, Janisch Attiláva, Szász Jánossal és Kern Andrással.

## Munkássága
| Film                            | Év   |
| ------------------------------- | ---- |
| Szép csendben                   | 2019 |
| A hentes, a kurva és a félszemű | 2017 |
| Gondolj rám                     | 2016 |
| Enyhén sós                      | 2016 |
| Kádár                           | 2009 |
| Másik bolygó                    | 2008 |
| Ópium: Egy elmebeteg nő naplója | 2007 |
| Az aventinusi tündér            | 2007 |
| Másnap                          | 2004 |
| A folyamat                      | 2004 |
| Vagabond                        | 2003 |
| Magyar szépség                  | 2002 |
| Rozi                            | 2001 |
| Chico                           | 2001 |
| Hosszú alkony                   | 1997 |
| Witman fiúk                     | 1997 |
| A kakas és a hordó              | 1996 |
| Falfúró 2.                      | 1996 |
| Sztracsatella                   | 1996 |
| Woyzeck                         | 1994 |
| Gyerekgyilkosságok              | 1993 |
| Árnyék a havon                  | 1992 |
| Roncsfilm                       | 1992 |
| Chroniques Hongroises – Magyar  | 1991 |
| Könnyű vér                      | 1990 |
| Szédülés                        | 1989 |
| Mr. Universe                    | 1988 |
| Falfúró                         | 1986 |
| Mária-nap                       | 1984 |
| Kutya éji dala                  | 1983 |
| Róbert és Róbert                | 1981 |
| Psyché                          | 1980 |
| Családi tűzfészek               | 1979 |
| Érzelgős utazás                 | -    |

## Díjai, elismerései
- Balázs Béla-díj (1996)